# Норлинг Драйянг
Норлинг Драянг (англ. Norling Drayang) — популярный и продуктивный лейбл звукозаписи в Королевстве Бутан.
Начиная с момента основания в 1994 году, «Норлинг Драянг» выпустила более 150 музыкальных альбомов и 4 художественных фильма. «Норлинг Драянг» была первой компанией в Бутане, выпустившей музыкальный альбом (Pangi Shawa). С 1999 года «Норлинг Драянг» стала выпускать художественные фильмы, и её первый фильм Jigdrel стал первым бутанским фильмом.
Основной целью «Норлинг Драянг» является развитие индустрии развлечений и одновременно сохранение уникальной культуры и традиций Бутана. С компанией сотрудничают многие известные бутанские певцы и артисты.